# Danh sách xã Luxembourg
Xã (tiếng Luxembourg: gemeng, tiếng Pháp: commune, tiếng Đức: Gemeinde) là đơn vị hành chính thấp nhất tại Đại công quốc Luxembourg.
Các xã thuộc công quốc Luxembourg có quyền tự trị được đảm bảo bằng nhiều văn kiện khác nhau từ thế kỷ 18 và 19 cho đến nay vẫn còn hiệu lực, như: Nghị định ngày 4 tháng 12 năm 1789, Luật ngày 24 tháng 2 năm 1824, quy định trong Hiến pháp thông qua ngày 17 tháng 10 năm 1868. Mỗi xã bầu ra Hội đồng riêng, số lượng từ 7 đến 27 đại biểu tùy thuộc vào dân số. Hội đồng có thẩm quyền trên hầu hết các vấn đề liên quan đến xã. Theo quy định, xã trưởng được lựa chọn từ thành viên hội đồng, do Đại công tước Luxembourg phê chuẩn. Ngoài ra, Hội đồng cũng có thể thành lập các ủy ban chuyên biệt giải quyết những vấn đề cụ thể.
Năm 1972, chính phủ cho phép sáp nhập xã trên cơ sở tự nguyện, kể từ đó có một số xã sáp nhập với nhau.
Đại công quốc Luxembourg có diện tích 2586,4 km² và dân số 635.397 người (tính đến ngày 1 tháng 1 năm 2022). Thủ đô là thành phố Luxembourg (tiếng Luxembourg: Lëtzebuerg), đây cũng là xã có dân số đông nhất (128.494 nhân khẩu). Xã lớn nhất về diện tích là Wëntger (113,66 km²) và nhỏ nhất là Réimech (5,29 km²).

## Danh sách
Danh sách này bao gồm các xã của Luxembourg, tên chính bằng tiếng Luxembourg, kèm tên bằng tiếng Pháp và tiếng Đức, ảnh đại diện (toàn cảnh, điểm tham quan,...), diện tích, dân số (tính đến năm 2021), xã huy, tọa độ địa lý, tổng, vị trí trên bản đồ Luxembourg của các thành phố tự trị tương ứng. Ghi chú chứa đường dẫn đến trang web chính thức của xã, cũng như đến trang web của xã trên Liên minh thành phố và xã của Luxembourg. Danh sách sắp xếp theo diện tích và dân số (theo thứ tự tăng dần và giảm dần), cũng như theo tên tổng.
| Tên                                                                        | Hình ảnh                               | Xã huy                 | Diện tích (km²) | Dân số (2022) | Tọa độ                                                     | Tổng             | Bản đồ                           | T.k             |
| -------------------------------------------------------------------------- | -------------------------------------- | ---------------------- | --------------- | ------------- | ---------------------------------------------------------- | ---------------- | -------------------------------- | --------------- |
| Ärenzdall P. Vallée de l'Ernz Đ. Ernztalgemeinde                           |                                        |                        | 39,73           | 2674          | 49°48′36″B 6°12′54″Đ / 49,81°B 6,215°Đ                     | Diekirch         | Vị trí xã trên bản đồ Luxembourg | [ 6 ] [ 7 ]     |
| Bäerdref P. & Đ. Berdorf                                                   |                                        |                        | 21,93           | 1984          | 49°49′15″B 6°20′55″Đ / 49,82083°B 6,34861°Đ                | Echternach       | Vị trí xã trên bản đồ Luxembourg | [ 8 ] [ 9 ]     |
| Bartreng P. Bertrange Đ. Bartringen                                        |                                        |                        | 17,39           | 8530          | 49°36′40″B 6°03′00″Đ / 49,61111°B 6,05°Đ                   | Luxembourg       | Vị trí xã trên bản đồ Luxembourg | [ 10 ] [ 11 ]   |
| Bauschelt P. Boulaide Đ. Bauschleiden                                      |                                        |                        | 32,13           | 1441          | 49°53′00″B 5°49′00″Đ / 49,88333°B 5,81667°Đ                | Wiltz            | Vị trí xã trên bản đồ Luxembourg | [ 12 ] [ 13 ]   |
| Bech P. & Đ. Bech                                                          |                                        |                        | 23,31           | 1330          | 49°45′10″B 6°21′40″Đ / 49,75278°B 6,36111°Đ                | Echternach       | Vị trí xã trên bản đồ Luxembourg | [ 14 ] [ 15 ]   |
| Beefort P. Beaufort Đ. Befort                                              |                                        |                        | 13,74           | 3019          | 49°50′00″B 6°17′00″Đ / 49,83333°B 6,28333°Đ                | Echternach       | Vị trí xã trên bản đồ Luxembourg | [ 16 ] [ 17 ]   |
| Beetebuerg P. Bettembourg Đ. Bettemburg                                    |                                        | Герб коммуны Беттамбур | 21,94           | 11405         | 49°31′00″B 6°06′00″Đ / 49,51667°B 6,1°Đ                    | Esch-sur-Alzette | Vị trí xã trên bản đồ Luxembourg | [ 18 ] [ 19 ]   |
| Bettenduerf P. & Đ. Bettendorf                                             |                                        |                        | 23,24           | 2959          | 49°53′00″B 6°13′00″Đ / 49,88333°B 6,21667°Đ                | Diekirch         | Vị trí xã trên bản đồ Luxembourg | [ 20 ] [ 21 ]   |
| Betzder P. & Đ. Betzdorf                                                   |                                        |                        | 26,08           | 4107          | 49°41′15″B 6°21′00″Đ / 49,6875°B 6,35°Đ                    | Grevenmacher     | Vị trí xã trên bản đồ Luxembourg | [ 22 ] [ 23 ]   |
| Biekerech P. & Đ. Beckerich                                                | \|                                     |                        | 28,41           | 2812          | 49°44′00″B 5°53′00″Đ / 49,73333°B 5,88333°Đ                | Redange          | Vị trí xã trên bản đồ Luxembourg | [ 24 ] [ 25 ]   |
| Biissen P. & Đ. Bissen                                                     |                                        |                        | 20,75           | 3329          | 49°47′00″B 6°04′00″Đ / 49,78333°B 6,06667°Đ                | Mersch           | Vị trí xã trên bản đồ Luxembourg | [ 26 ] [ 27 ]   |
| Biwer P. & Đ. Biwer                                                        |                                        |                        | 23,14           | 1917          | 49°42′25″B 6°22′20″Đ / 49,70694°B 6,37222°Đ                | Grevenmacher     | Vị trí xã trên bản đồ Luxembourg | [ 28 ] [ 29 ]   |
| Bous P. & Đ. Bous                                                          |                                        |                        | 15,43           | 1688          | 49°33′20″B 6°19′50″Đ / 49,55556°B 6,33056°Đ                | Remich           | Vị trí xã trên bản đồ Luxembourg | [ 30 ] [ 31 ]   |
| Buerschent P. Bourscheid Đ. Burscheid                                      |                                        |                        | 36,86           | 1683          | 49°54′33″B 6°03′46″Đ / 49,90916694°B 6,06277806°Đ          | Diekirch         | Vị trí xã trên bản đồ Luxembourg | [ 32 ] [ 33 ]   |
| Cliärref P. Clervaux Đ. Clerf                                              |                                        |                        | 85,61           | 5772          | 50°03′00″B 6°02′00″Đ / 50,05°B 6,03333°Đ                   | Clervaux         | Vị trí xã trên bản đồ Luxembourg | [ 34 ] [ 35 ]   |
| Colmer-Bierg P. & Đ. Colmar-Berg                                           |                                        |                        | 12,31           | 2269          | 49°48′40″B 6°05′50″Đ / 49,81111°B 6,09722°Đ                | Mersch           | Vị trí xã trên bản đồ Luxembourg | [ 36 ] [ 37 ]   |
| Conter P. & Đ. Contern                                                     |                                        |                        | 20,55           | 4177          | 49°35′05″B 6°13′35″Đ / 49,58472°B 6,22639°Đ                | Luxembourg       | Vị trí xã trên bản đồ Luxembourg | [ 38 ] [ 39 ]   |
| Déifferdeng P. Differdange Đ. Differdingen                                 |                                        |                        | 22,15           | 28641         | 49°31′20″B 5°53′30″Đ / 49,5222°B 5,8917°Đ                  | Esch-sur-Alzette | Vị trí xã trên bản đồ Luxembourg | [ 40 ] [ 41 ]   |
| Diddeleng P. Dudelange Đ. Düdelingen                                       |                                        |                        | 21,37           | 21583         | 49°29′00″B 6°05′00″Đ / 49,48333°B 6,08333°Đ                | Esch-sur-Alzette | Vị trí xã trên bản đồ Luxembourg | [ 42 ] [ 43 ]   |
| Dikrech P. & Đ. Diekirch                                                   |                                        |                        | 12,42           | 7168          | 49°52′05″B 6°09′24″Đ / 49,86806°B 6,15667°Đ                | Diekirch         | Vị trí xã trên bản đồ Luxembourg | [ 44 ] [ 45 ]   |
| Dippech P. & Đ. Dippach                                                    |                                        |                        | 17,42           | 4494          | 49°35′15″B 5°59′00″Đ / 49,5875°B 5,98333°Đ                 | Capellen         | Vị trí xã trên bản đồ Luxembourg | [ 46 ] [ 47 ]   |
| Duelem P. & Đ. Dalheim                                                     |                                        |                        | 18,98           | 2385          | 49°32′35″B 6°15′30″Đ / 49,54306°B 6,25833°Đ                | Remich           | Vị trí xã trên bản đồ Luxembourg | [ 48 ] [ 49 ]   |
| Ell P. & Đ. Ell                                                            |                                        |                        | 21,55           | 1548          | 49°46′00″B 5°51′00″Đ / 49,76667°B 5,85°Đ                   | Redange          | Vị trí xã trên bản đồ Luxembourg | [ 50 ] [ 51 ]   |
| Ëlwen P. Troisvierges Đ. Ulflingen                                         |                                        |                        | 37,86           | 3465          | 50°07′00″B 6°00′00″Đ / 50,11667°B 6°Đ                      | Clervaux         | Vị trí xã trên bản đồ Luxembourg | [ 52 ] [ 53 ]   |
| Esch-Sauer P. Esch-sur-Sûre Đ. Esch-Sauer                                  |                                        |                        | 51,26           | 3008          | 49°54′40″B 5°56′05″Đ / 49,911°B 5,9346694°Đ                | Wiltz            | Vị trí xã trên bản đồ Luxembourg | [ 54 ] [ 55 ]   |
| Esch-Uelzecht P. Esch-sur-Alzette Đ. Esch an der Alzette                   | Tập tin:Mairie Esch-sur-Alzette 01.jpg |                        | 14,35           | 36177         | 49°29′49″B 5°58′50″Đ / 49,49694°B 5,98056°Đ                | Esch-sur-Alzette | Vị trí xã trên bản đồ Luxembourg | [ 56 ] [ 57 ]   |
| Ettelbréck P. Ettelbruck Đ. Ettelbrück                                     |                                        |                        | 15,18           | 9362          | 49°50′47″B 6°05′57″Đ / 49,84639°B 6,09917°Đ                | Diekirch         | Vị trí xã trên bản đồ Luxembourg | [ 58 ] [ 59 ]   |
| Feelen P. & Đ. Feulen                                                      |                                        |                        | 22,76           | 2291          | 49°51′00″B 6°03′00″Đ / 49,85°B 6,05°Đ                      | Diekirch         | Vị trí xã trên bản đồ Luxembourg | [ 60 ] [ 61 ]   |
| Fëschbech P. & Đ. Fischbach                                                |                                        |                        | 19,00           | 1256          | 49°44′00″B 6°11′00″Đ / 49,73333°B 6,18333°Đ                | Mersch           | Vị trí xã trên bản đồ Luxembourg | [ 62 ] [ 63 ]   |
| Fiels P. Larochette Đ. Fels                                                |                                        |                        | 15,40           | 2198          | 49°47′01″B 6°13′10″Đ / 49,78361111°B 6,21944389°Đ          | Mersch           | Vị trí xã trên bản đồ Luxembourg | [ 64 ] [ 65 ]   |
| Fluessweiler P. & Đ. Flaxweiler                                            |                                        |                        | 30,17           | 2154          | 49°39′55″B 6°20′35″Đ / 49,66528°B 6,34306°Đ                | Grevenmacher     | Vị trí xã trên bản đồ Luxembourg | [ 66 ] [ 67 ]   |
| Fréiseng P. Frisange Đ. Frisingen                                          |                                        |                        | 18,43           | 4799          | 49°30′54″B 6°11′30″Đ / 49,515°B 6,1916694°Đ                | Esch-sur-Alzette | Vị trí xã trên bản đồ Luxembourg | [ 68 ] [ 69 ]   |
| Garnech P. & Đ. Garnich                                                    |                                        |                        | 20,95           | 2253          | 49°37′00″B 5°57′00″Đ / 49,61667°B 5,95°Đ                   | Capellen         | Vị trí xã trên bản đồ Luxembourg | [ 70 ] [ 71 ]   |
| Géisdref P. & Đ. Goesdorf                                                  |                                        |                        | 29,40           | 1632          | 49°55′00″B 5°58′00″Đ / 49,91667°B 5,96667°Đ                | Wiltz            | Vị trí xã trên bản đồ Luxembourg | [ 72 ] [ 73 ]   |
| Gréiwemaacher P. & Đ. Grevenmacher                                         |                                        |                        | 16,48           | 5022          | 49°40′50″B 6°26′30″Đ / 49,68056°B 6,44167°Đ                | Grevenmacher     | Vị trí xã trên bản đồ Luxembourg | [ 74 ] [ 75 ]   |
| Groussbus P. & Đ. Grosbous                                                 |                                        |                        | 20,11           | 1133          | 49°50′00″B 5°58′00″Đ / 49,83333°B 5,96667°Đ                | Redange          | Vị trí xã trên bản đồ Luxembourg | [ 76 ] [ 77 ]   |
| Habscht P. & Đ. Habscht                                                    |                                        |                        | 32,00           | 4946          | 49°41′15″B 5°54′52″Đ / 49,6875°B 5,91444389°Đ              | Capellen         | Vị trí xã trên bản đồ Luxembourg | [ 78 ] [ 79 ]   |
| Helperknapp P. & Đ. Helperknapp                                            |                                        |                        | 37,61           | 4695          | 49°42′56″B 6°00′40″Đ / 49,71545668681°B 6,0112151479231°Đ  | Mersch           | Vị trí xã trên bản đồ Luxembourg | [ 80 ] [ 81 ]   |
| Hesper P. Hesperange Đ. Hesperingen                                        |                                        |                        | 27,22           | 15883         | 49°34′15″B 6°09′05″Đ / 49,57083°B 6,15139°Đ                | Luxembourg       | Vị trí xã trên bản đồ Luxembourg | [ 82 ] [ 83 ]   |
| Hiefenech P. & Đ. Heffingen                                                |                                        |                        | 13,34           | 1520          | 49°46′00″B 6°14′00″Đ / 49,76667°B 6,23333°Đ                | Mersch           | Vị trí xã trên bản đồ Luxembourg | [ 84 ] [ 85 ]   |
| Iechternach P. & Đ. Echternach                                             |                                        |                        | 20,49           | 5705          | 49°48′42″B 6°25′18″Đ / 49,81166667°B 6,42166667°Đ          | Echternach       | Vị trí xã trên bản đồ Luxembourg | [ 86 ] [ 87 ]   |
| Ierpeldeng op der Sauer P. Erpeldange-sur-Sûre Đ. Erpeldingen an der Sauer |                                        |                        | 17,97           | 2436          | 49°51′00″B 6°06′00″Đ / 49,85°B 6,1°Đ                       | Diekirch         | Vị trí xã trên bản đồ Luxembourg | [ 88 ] [ 89 ]   |
| Jonglënster P. & Đ. Junglinster                                            |                                        |                        | 55,38           | 8470          | 49°42′40″B 6°15′05″Đ / 49,71111°B 6,25139°Đ                | Grevenmacher     | Vị trí xã trên bản đồ Luxembourg | [ 90 ] [ 91 ]   |
| Käerch P. & Đ. Koerich                                                     |                                        |                        | 18,80           | 2628          | 49°40′00″B 5°57′00″Đ / 49,66667°B 5,95°Đ                   | Capellen         | Vị trí xã trên bản đồ Luxembourg | [ 92 ] [ 93 ]   |
| Käerjeng P. & Đ. Käerjeng                                                  |                                        |                        | 33,64           | 10775         | 49°35′01″B 5°54′00″Đ / 49,58361°B 5,9°Đ                    | Capellen         | Vị trí xã trên bản đồ Luxembourg | [ 94 ] [ 95 ]   |
| Keel P. & Đ. Kayl                                                          |                                        |                        | 14,86           | 9721          | 49°29′10″B 6°02′20″Đ / 49,48611°B 6,03889°Đ                | Esch-sur-Alzette | Vị trí xã trên bản đồ Luxembourg | [ 96 ] [ 97 ]   |
| Kielen P. & Đ. Kehlen                                                      |                                        |                        | 28,18           | 6183          | 49°40′00″B 6°02′00″Đ / 49,66667°B 6,03333°Đ                | Capellen         | Vị trí xã trên bản đồ Luxembourg | [ 98 ] [ 99 ]   |
| Kiischpelt P. & Đ. Kiischpelt                                              |                                        |                        | 33,58           | 1230          | 49°59′31″B 6°00′22″Đ / 49,99194°B 6,00611°Đ                | Wiltz            | Vị trí xã trên bản đồ Luxembourg | [ 100 ] [ 101 ] |
| Konsdref P. & Đ. Consdorf                                                  |                                        |                        | 25,72           | 2116          | 49°46′45″B 6°20′15″Đ / 49,77917°B 6,3375°Đ                 | Echternach       | Vị trí xã trên bản đồ Luxembourg | [ 102 ] [ 103 ] |
| Koplescht P. & Đ. Kopstal                                                  |                                        |                        | 7,98            | 4185          | 49°39′51″B 6°04′19″Đ / 49,66416694°B 6,07194389°Đ          | Capellen         | Vị trí xã trên bản đồ Luxembourg | [ 104 ] [ 105 ] |
| Leideleng P. Leudelange Đ. Leudelingen                                     |                                        |                        | 13,78           | 2704          | 49°34′00″B 6°04′00″Đ / 49,56667°B 6,06667°Đ                | Esch-sur-Alzette | Vị trí xã trên bản đồ Luxembourg | [ 106 ] [ 107 ] |
| Lenneng P. & Đ. Lenningen                                                  |                                        |                        | 20,35           | 2710          | 49°36′00″B 6°22′00″Đ / 49,6°B 6,36667°Đ                    | Remich           | Vị trí xã trên bản đồ Luxembourg | [ 108 ] [ 109 ] |
| Lëntgen P. & Đ. Lintgen                                                    |                                        |                        | 15,24           | 3398          | 49°43′00″B 6°08′00″Đ / 49,71667°B 6,13333°Đ                | Mersch           | Vị trí xã trên bản đồ Luxembourg | [ 110 ] [ 111 ] |
| Lëtzebuerg P. & Đ. Luxemburg                                               |                                        |                        | 51,73           | 128494        | 49°36′43″B 6°07′54″Đ / 49,61202947728°B 6,1316082450564°Đ  | Luxembourg       | Vị trí xã trên bản đồ Luxembourg | [ 112 ] [ 113 ] |
| Luerenzweiler P. & Đ. Lorentzweiler                                        |                                        |                        | 17,45           | 4441          | 49°42′00″B 6°09′00″Đ / 49,7°B 6,15°Đ                       | Mersch           | Vị trí xã trên bản đồ Luxembourg | [ 114 ] [ 115 ] |
| Mäertert P. & Đ. Mertert                                                   |                                        |                        | 15,25           | 4764          | 49°42′05″B 6°28′50″Đ / 49,70139°B 6,48056°Đ                | Grevenmacher     | Vị trí xã trên bản đồ Luxembourg | [ 116 ] [ 117 ] |
| Mäerzeg P. & Đ. Mertzig                                                    |                                        |                        | 11,10           | 2306          | 49°49′52″B 6°00′13″Đ / 49,8310889°B 6,0036611°Đ            | Diekirch         | Vị trí xã trên bản đồ Luxembourg | [ 118 ] [ 119 ] |
| Mamer P. & Đ. Mamer                                                        |                                        |                        | 27,52           | 10473         | 49°37′42″B 6°01′34″Đ / 49,62833333°B 6,02611111°Đ          | Capellen         | Vị trí xã trên bản đồ Luxembourg | [ 120 ] [ 121 ] |
| Manternach P. & Đ. Manternach                                              |                                        |                        | 27,61           | 2249          | 49°42′25″B 6°25′25″Đ / 49,70694°B 6,42361°Đ                | Grevenmacher     | Vị trí xã trên bản đồ Luxembourg | [ 122 ] [ 123 ] |
| Miersch P. & Đ. Mersch                                                     |                                        |                        | 49,75           | 10167         | 49°45′00″B 6°06′00″Đ / 49,75°B 6,1°Đ                       | Mersch           | Vị trí xã trên bản đồ Luxembourg | [ 124 ] [ 125 ] |
| Monnerech P. Mondercange Đ. Monnerich                                      |                                        |                        | 21,40           | 6964          | 49°31′55″B 5°59′20″Đ / 49,53194°B 5,98889°Đ                | Esch-sur-Alzette | Vị trí xã trên bản đồ Luxembourg | [ 126 ] [ 127 ] |
| Munneref P. Mondorf-les-Bains Đ. Bad Mondorf                               |                                        |                        | 13,66           | 5436          | 49°30′25″B 6°16′50″Đ / 49,50694°B 6,28056°Đ                | Remich           | Vị trí xã trên bản đồ Luxembourg | [ 128 ] [ 129 ] |
| Nidderaanwen P. & Đ. Niederanven                                           |                                        |                        | 41,36           | 6449          | 49°39′05″B 6°15′20″Đ / 49,65139°B 6,25556°Đ                | Luxembourg       | Vị trí xã trên bản đồ Luxembourg | [ 130 ] [ 131 ] |
| Noumer P. & Đ. Nommern                                                     |                                        |                        | 22,44           | 1448          | 49°47′39″B 6°10′25″Đ / 49,79416694°B 6,17361111°Đ          | Mersch           | Vị trí xã trên bản đồ Luxembourg | [ 132 ] [ 133 ] |
| Parc Housen P. & Đ. Parc Hosingen                                          |                                        |                        | 70,65           | 3853          | 50°00′50″B 6°05′25″Đ / 50,01389°B 6,09028°Đ                | Clervaux         | Vị trí xã trên bản đồ Luxembourg | [ 134 ] [ 135 ] |
| Péiteng P. Pétange Đ. Petingen                                             |                                        |                        | 11,93           | 20408         | 49°33′23″B 5°52′37″Đ / 49,55639°B 5,87694°Đ                | Esch-sur-Alzette | Vị trí xã trên bản đồ Luxembourg | [ 136 ] [ 137 ] |
| Pëtschent P. Putscheid Đ. Pütscheid                                        |                                        |                        | 27,13           | 1132          | 49°57′34″B 6°08′29″Đ / 49,95944389°B 6,14138889°Đ          | Vianden          | Vị trí xã trên bản đồ Luxembourg | [ 138 ] [ 139 ] |
| Préizerdaul P. & Đ. Préizerdaul                                            |                                        |                        | 15,60           | 1763          | 49°47′39″B 5°56′15″Đ / 49,79417°B 5,9375°Đ                 | Redange          | Vị trí xã trên bản đồ Luxembourg | [ 140 ] [ 141 ] |
| Rammerech P. Rambrouch Đ. Rambruch                                         |                                        |                        | 79,09           | 4715          | 49°49′48″B 5°50′59″Đ / 49,829875°B 5,8497806°Đ             | Redange          | Vị trí xã trên bản đồ Luxembourg | [ 142 ] [ 143 ] |
| Reckeng op der Mess P. Reckange-sur-Mess Đ. Reckingen/Mess                 |                                        |                        | 20,42           | 2680          | 49°33′40″B 6°00′25″Đ / 49,56111°B 6,00694°Đ                | Esch-sur-Alzette | Vị trí xã trên bản đồ Luxembourg | [ 144 ] [ 145 ] |
| Réiden op der Atert P. Redange-sur-Attert Đ. Redingen                      |                                        |                        | 31,95           | 2990          | 49°45′55″B 5°53′22″Đ / 49,76520306°B 5,889355°Đ            | Redange          | Vị trí xã trên bản đồ Luxembourg | [ 146 ] [ 147 ] |
| Réimech P. & Đ. Remich                                                     |                                        |                        | 5,29            | 3825          | 49°32′40″B 6°22′00″Đ / 49,54444°B 6,36667°Đ                | Remich           | Vị trí xã trên bản đồ Luxembourg | [ 148 ] [ 149 ] |
| Reisduerf P. & Đ. Reisdorf                                                 |                                        |                        | 14,84           | 1319          | 49°52′00″B 6°16′00″Đ / 49,86667°B 6,26667°Đ                | Diekirch         | Vị trí xã trên bản đồ Luxembourg | [ 150 ] [ 151 ] |
| Réiser P. & Đ. Roeser                                                      |                                        |                        | 23,79           | 6605          | 49°32′10″B 6°08′45″Đ / 49,53611°B 6,14583°Đ                | Esch-sur-Alzette | Vị trí xã trên bản đồ Luxembourg | [ 152 ] [ 153 ] |
| Rëmeleng P. Rumelange Đ. Rümelingen                                        |                                        |                        | 6,84            | 5685          | 49°27′35″B 6°01′50″Đ / 49,45972°B 6,03056°Đ                | Esch-sur-Alzette | Vị trí xã trên bản đồ Luxembourg | [ 154 ] [ 155 ] |
| Rouspert-Mompech P. & Đ. Rosport-Mompach                                   |                                        |                        | 57,07           | 3640          | 49°48′20″B 6°30′10″Đ / 49,80556°B 6,50278°Đ                | Echternach       | Vị trí xã trên bản đồ Luxembourg | [ 156 ] [ 157 ] |
| Sandweiler P. & Đ. Sandweiler                                              |                                        |                        | 7,73            | 3712          | 49°37′00″B 6°13′00″Đ / 49,61667°B 6,21667°Đ                | Luxembourg       | Vị trí xã trên bản đồ Luxembourg | [ 158 ] [ 159 ] |
| Schëffleng P. Schifflange Đ. Schifflingen                                  |                                        |                        | 7,71            | 11141         | 49°30′20″B 6°00′45″Đ / 49,50556°B 6,0125°Đ                 | Esch-sur-Alzette | Vị trí xã trên bản đồ Luxembourg | [ 160 ] [ 161 ] |
| Schengen P. & Đ. Schengen                                                  |                                        |                        | 31,40           | 5090          | 49°28′15″B 6°21′54″Đ / 49,470890419933°B 6,3649431904896°Đ | Remich           | Vị trí xã trên bản đồ Luxembourg | [ 162 ] [ 163 ] |
| Schëtter P. Schuttrange Đ. Schüttringen                                    |                                        |                        | 16,10           | 4318          | 49°37′15″B 6°16′20″Đ / 49,62083°B 6,27222°Đ                | Luxembourg       | Vị trí xã trên bản đồ Luxembourg | [ 164 ] [ 165 ] |
| Schieren P. & Đ. Schieren                                                  |                                        |                        | 10,41           | 2111          | 49°50′00″B 6°06′00″Đ / 49,83333°B 6,1°Đ                    | Diekirch         | Vị trí xã trên bản đồ Luxembourg | [ 166 ] [ 167 ] |
| Sëll P. & Đ. Saeul                                                         |                                        |                        | 14,86           | 958           | 49°44′00″B 5°59′00″Đ / 49,73333°B 5,98333°Đ                | Redange          | Vị trí xã trên bản đồ Luxembourg | [ 168 ] [ 169 ] |
| Stadbriedemes P. & Đ. Stadtbredimus                                        |                                        |                        | 10,17           | 1978          | 49°33′50″B 6°21′50″Đ / 49,56389°B 6,36389°Đ                | Remich           | Vị trí xã trên bản đồ Luxembourg | [ 170 ] [ 171 ] |
| Stauséigemeng P. Lac de la Haute-Sûre Đ. Stauseegemeinde                   |                                        |                        | 48,50           | 2175          | 49°54′00″B 5°52′00″Đ / 49,9°B 5,86667°Đ                    | Wiltz            | Vị trí xã trên bản đồ Luxembourg | <               |
| Steesel P. & Đ. Steinsel                                                   |                                        |                        | 21,81           | 5544          | 49°40′35″B 6°07′25″Đ / 49,67639°B 6,12361°Đ                | Luxembourg       | Vị trí xã trên bản đồ Luxembourg | [ 174 ] [ 175 ] |
| Stengefort P. & Đ. Steinfort                                               |                                        |                        | 12,46           | 5754          | 49°39′36″B 5°54′56″Đ / 49,66°B 5,91556°Đ                   | Capellen         | Vị trí xã trên bản đồ Luxembourg | [ 176 ] [ 177 ] |
| Stroossen P. & Đ. Strassen                                                 |                                        |                        | 10,71           | 10320         | 49°37′00″B 6°04′00″Đ / 49,61667°B 6,06667°Đ                | Luxembourg       | Vị trí xã trên bản đồ Luxembourg | [ 178 ] [ 179 ] |
| Suessem P. Sanem Đ. Sassenheim                                             |                                        |                        | 24,42           | 17949         | 49°32′50″B 5°55′40″Đ / 49,54722°B 5,92778°Đ                | Esch-sur-Alzette | Vị trí xã trên bản đồ Luxembourg | [ 180 ] [ 181 ] |
| Tandel P. & Đ. Tandel                                                      |                                        |                        | 41,72           | 2194          | 49°54′00″B 6°11′00″Đ / 49,9°B 6,18333°Đ                    | Vianden          | Vị trí xã trên bản đồ Luxembourg | [ 182 ] [ 183 ] |
| Useldeng P. Useldange Đ. Useldingen                                        |                                        |                        | 23,92           | 2022          | 49°46′00″B 5°59′00″Đ / 49,76667°B 5,98333°Đ                | Redange          | Vị trí xã trên bản đồ Luxembourg | [ 184 ] [ 185 ] |
| Veianen P. & Đ. Vianden                                                    |                                        |                        | 9,68            | 2190          | 49°56′01″B 6°12′27″Đ / 49,93361111°B 6,2075°Đ              | Vianden          | Vị trí xã trên bản đồ Luxembourg | [ 186 ] [ 187 ] |
| Viichten P. & Đ. Vichten                                                   |                                        |                        | 12,26           | 1375          | 49°48′00″B 6°00′00″Đ / 49,8°B 6°Đ                          | Redange          | Vị trí xã trên bản đồ Luxembourg | [ 188 ] [ 189 ] |
| Wäiswampech P. & Đ. Weiswampach                                            |                                        |                        | 35,25           | 2235          | 50°08′00″B 6°04′00″Đ / 50,13333°B 6,06667°Đ                | Clervaux         | Vị trí xã trên bản đồ Luxembourg | [ 190 ] [ 191 ] |
| Wal P. & Đ. Wahl                                                           |                                        |                        | 19,74           | 1055          | 49°50′00″B 5°54′00″Đ / 49,83333°B 5,9°Đ                    | Redange          | Vị trí xã trên bản đồ Luxembourg | [ 192 ] [ 193 ] |
| Waldbëlleg P. & Đ. Waldbillig                                              |                                        |                        | 23,28           | 1922          | 49°47′45″B 6°17′10″Đ / 49,79583°B 6,28611°Đ                | Echternach       | Vị trí xã trên bản đồ Luxembourg | [ 194 ] [ 195 ] |
| Waldbriedemes P. & Đ. Waldbredimus                                         |                                        |                        | 12,57           | 1265          | 49°33′25″B 6°17′15″Đ / 49,55694°B 6,2875°Đ                 | Remich           | Vị trí xã trên bản đồ Luxembourg | [ 196 ] [ 197 ] |
| Walfer P. Walferdange Đ. Walferdingen                                      |                                        |                        | 7,06            | 8552          | 49°39′00″B 6°08′00″Đ / 49,65°B 6,13333°Đ                   | Luxembourg       | Vị trí xã trên bản đồ Luxembourg | [ 198 ] [ 199 ] |
| Wanseler P. & Đ. Winseler                                                  |                                        |                        | 30,42           | 1439          | 49°58′00″B 5°53′00″Đ / 49,96667°B 5,88333°Đ                | Wiltz            | Vị trí xã trên bản đồ Luxembourg | [ 200 ] [ 201 ] |
| Weiler zum Tuer P. Weiler-la-Tour Đ. Weiler zum Turm                       |                                        |                        | 17,07           | 2497          | 49°32′35″B 6°12′00″Đ / 49,54306°B 6,2°Đ                    | Luxembourg       | Vị trí xã trên bản đồ Luxembourg | [ 202 ] [ 203 ] |
| Wëntger P. Wincrange Đ. Wintger                                            |                                        |                        | 113,66          | 4691          | 50°03′00″B 5°55′00″Đ / 50,05°B 5,91667°Đ                   | Clervaux         | Vị trí xã trên bản đồ Luxembourg | [ 204 ] [ 205 ] |
| Wolz P. & Đ. Wiltz                                                         |                                        |                        | 39,25           | 7723          | 49°58′00″B 5°56′00″Đ / 49,96667°B 5,93333°Đ                | Wiltz            | Vị trí xã trên bản đồ Luxembourg | [ 206 ] [ 207 ] |
| Wuermer P. Wormeldange Đ. Wormeldingen                                     |                                        |                        | 17,25           | 3065          | 49°36′40″B 6°24′20″Đ / 49,61111°B 6,40556°Đ                | Grevenmacher     | Vị trí xã trên bản đồ Luxembourg | [ 208 ] [ 209 ] |

## Bản đồ
Bản đồ hành chính Luxembourg cho thấy vị trí trung tâm các xã.